# Milonga (flamenco)
Pour les articles homonymes, voir Milonga.

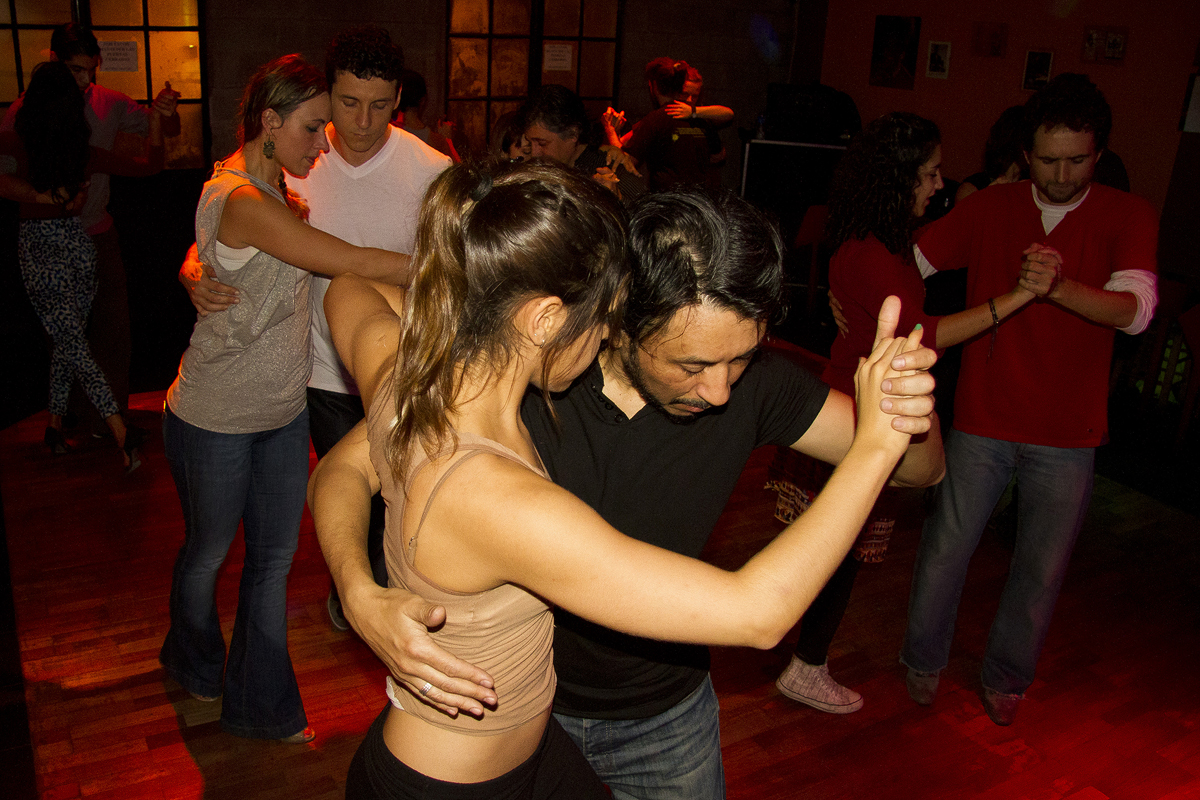
Milonga de Tango argentin à Buenos Aires

Une milonga est une composition de musique et de danse dérivée de la milonga argentine et utilisée dans le flamenco, elle est rapide et gaie, comparée au tango et fondée sur une rythmique à deux temps. 

## Présentation
La milonga est dérivée d'un style de chant antérieur connu sous le nom de payada de contrapunto La chanson a été animée par un tempo vif de 2/4, tout comme la plupart des milongas. "La Milonga est une habanèra excitée". L'habanera originale est divisée en quatre impulsions, dans une norme deux/quatre où chaque note était soulignée. En devenant milonga, cependant, les quatre notes se sont solidifiées, et par conséquent  le temps a été doublé. La force du premier battement a affaibli le quatrième donnant à milonga un ton presque de valses : un-deux-trois (quatre), un-deux-trois (quatre). Habanera est une danse plus lente, plus explicite, un, deux, trois-quatre Au fil du temps, des pas de danse et d'autres influences musicales ont été ajoutées, ce qui a donné naissance au tango.